# Cursă aeriană charter
Cursa aeriană charter se definește ca fiind zborul efectuat pe baza unui aranjament contractual între furnizorul de transport aerian și o entitate care închiriază o aeronava; în general zborurile charter sunt organizate de tur operatori ca parte a unui pachet turistic ce poate să includă și cazare, masă și transferuri; și alte organizații pot însă organiza chartere. Charterele se pot organiza și pentru transportul mărfii sau poștei.